# Hurry Up Tomorrow (Film)
Hurry Up Tomorrow ist ein Filmmusical von Trey Edward Shults. Der Psychothriller, für den der Regisseur gemeinsam mit Reza Fahim und The Weeknd auch das Drehbuch schrieb, ist als Erweiterung des gleichnamigen Albums von The Weeknd konzipiert. Neben dem kanadischen R&B-Sänger und Songwriter sind in der US-amerikanischen Produktion Jenna Ortega und Barry Keoghan in weiteren Hauptrollen zu sehen. Hurry Up Tomorrow kam Mitte Mai 2025 in die kanadischen, US-amerikanischen und deutschen Kinos.

## Handlung
Der Musiker Abel Tesfaye leidet unter Schlafmangel und steht kurz vor dem endgültigen psychischen Zusammenbruch. Dann jedoch trifft er auf eine mysteriöse Fremde, die ihn auf eine Reise mitnimmt. Während dieser stellt Abel seine Selbstwahrnehmung infrage.

## Produktion

### Filmstab
Regie führte Trey Edward Shults, der auch den Filmschnitt übernahm und gemeinsam mit Reza Fahim und The Weeknd aka Abel Tesfaye das Drehbuch schrieb. Hurry Up Tomorrow ist als Erweiterung des gleichnamigen Albums von The Weeknd konzipiert. Gemeinsam mit Fahim, Harrison Kreiss und Kevin Turen tritt der kanadische R&B-Sänger auch als Produzent des Films in Erscheinung. Für Shults ist Hurry Up Tomorrow nach Krisha von 2015, It Comes at Night von 2017 und Waves von 2019 der vierte Spielfilm.
An dem Drehbuch für Hurry Up Tomorrow schrieb Shults von Oktober bis Dezember 2022 und damit vor der Fertigstellung des Albums. Die Idee, den Künstler am Rande seines Zusammenbruchs zu zeigen, steht in direktem Zusammenhang mit der Geschichte, wie The Weeknd während einer Stadionshow in Los Angeles im Jahr 2022 plötzlich seine Stimme verlor und völlig am Ende war.

### Besetzung und Dreharbeiten
The Weeknd spielt im Film eine fiktionalisierte Version seiner selbst. Jenna Ortega und Barry Keoghan spielen Anima und Lee. In weiteren Rollen sind Gabby Barrett, Charli D’Amelio, Paul L. Davis, Cade Foehner und Olga Safari zu sehen. Das Casting übernahm Avy Kaufman.
Die Dreharbeiten fanden ab Ende Februar 2023 statt. Der kanadische Kameramann Chayse Irvin drehte Hurry Up Tomorrow auf 35 mm, 16 mm und Super 8. Zu seinen früheren Arbeiten gehören Filme wie BlacKkKlansman, Blond und God’s Creatures. Bei den MTV Video Music Awards 2019 erhielt er für seine Arbeit an dem Musikvideo für Solanges Almeda eine Nominierung.

### Filmmusik
Die Filmmusik komponierten Tesfaye und Daniel Lopatin. Das Album von The Weeknd, das seine „After-Hours“-Trilogie beschließt, ist ein Begleitstück zur eigentlichen Filmmusik. Es landete im Januar 2025 auf Platz 1 der deutschen Album-Charts.

### Marketing und Veröffentlichung
Lionsgate sicherte sich die weltweiten Kinovertriebsrechte für den Film. Der erste Trailer wurde Anfang Februar 2025 vorgestellt. Die Weltpremiere fand am 13. Mai 2025 in New York City statt. Am 15. Mai 2025 kam der Film in die deutschen und am darauffolgenden Tag in die kanadischen und US-amerikanischen Kinos.  Am 6. Juni 2025 ist eine Veröffentlichung als Video-on-Demand geplant.

## Altersfreigabe und Kritiken
In den USA erhielt der Film ein R-Rating, was einer Freigabe ab 17 Jahren entspricht. In Deutschland wurde der Film von der FSK ab 16 Jahren freigegeben. In der Freigabebegründung heißt es, die Geschichte in dem Psychothriller sei fragmenthaft und episodisch erzählt, verwische die Grenzen zwischen Realität, Rausch und Alptraum und mische musikalische Einlagen und Horror-Motive in das Geschehen. 16-Jährige seien aufgrund ihrer bereits gesammelten Medien- und Lebenserfahrung in der Lage, mit der düster-komplexen Erzählweise umzugehen und Horrorvisionen, Schockbilder und Momente drastischer Gewalt in den Kontext einzuordnen. Auch Szenen mit exzessivem Drogenkonsum könne diese Altersgruppe verarbeiten, da er nicht nachahmenswert dargestellt sei.
Die Kritiken fielen zum größten Teil negativ aus. Bei Rotten Tomatoes sind lediglich 15 Prozent dieser positiv.